# Klaus Kortüm
Klaus Kortüm (* 1959) ist ein deutscher Provinzialrömischer Archäologe.
Kortüm studierte in Mainz und Freiburg im Breisgau Ur- und Frühgeschichte und Provinzialrömische Archäologie und wurde 1992 in Freiburg bei Hans Ulrich Nuber promoviert. Er arbeitet für das Landesamt für Denkmalpflege Baden-Württemberg im Regierungspräsidium Stuttgart in Esslingen am Neckar.
Aufsehen in der Fachwelt erregte Kortüm mit seiner 1998 erschienenen Schrift „Zur Datierung der römischen Militäranlagen im obergermanisch-raetischen Limesgebiet“. Hierin nahm er durch eine statistische Neubewertungen der Umlaufzeiten aller Fundmünzen am Obergermanisch-Raetischen Limes eine Neudatierung der Limeskastelle vor.

## Veröffentlichungen
- Portus – Pforzheim. Untersuchungen zur Archäologie und Geschichte in römischer Zeit. Sigmaringen 1995, ISBN 3-7995-7403-4 (= Dissertation).
- Zur Datierung der römischen Militäranlagen im obergermanisch-raetischen Limesgebiet. In: Saalburg-Jahrbuch 49, 1998, S. 5–65.
- mit Johannes Lauber: Walheim I: das Kastell II und die nachfolgende Besiedlung. Theiss, Stuttgart 2004.